# Jankafalva
Jankafalva (Ianca), település Romániában, a Partiumban, Bihar megyében.

## Fekvése
Az érmelléki hegyek alatt, Bihardiószegtől délre fekvő település.

## Története
Jankafalva Árpád-kori település. Nevét az oklevelek már 1291–1294 között Ivance, Ivanka neveken említették.
1333–1334-ben Iuanka, Yohankahaza, 1307-ben Negvenzyl, 1343-ban Negwenzyl, 1393-ban Iwankahaza, 1408-ban Jankahaza, 1438-ban Jankafalwa, 1486-ban
Iwankafalwa, 1662-ben Jankafalva, 1913-ban Jankafalva néven írták.
A település a Gutkeled nemzetségbeliek birtokai közé tartozott.
1307-ben a Gutkeled nemzetségbeli Kis Kozma és Odun fia Ivánka osztozásakor Odun (Ödön) fia Ivánkának jutott a Szent György egyház.
1333-ban a pápai tizedjegyzék szerint papja 4, 1334-ben 4 garas pápai tizedet fizetett.
1393-ban a Vetési család, 1397-ben a Jankafalvi vagy Ivánkafalvi család, 1438-ban Majosfi Péter, 1480-ban a Zólyomiak voltak a birtokosai.
1563-ban az utód nélkül elhalt Makó család itteni részét János Zsigmond Varkocs Tamásnak adományozta.
Az 1800-as évek első felében a Lévay, Szeremley, Bay, Bereczky, Paksy, Vincze, Szilágyi, Jármy, Komáromy és Dömsödy családok osztoztak birtokán, az 1900-as évek elején pedig a doktor Szabó Józsefé birtoka volt.
1662-ben Georgius Tunyoghi de Jankafalva Albisi Zólyomi Miklós erdélyi birtokainak praefectusa (Gyalu XCVII).
1851-ben Fényes Elek írta a településről:
Jankafalva, igen szép puszta, Bihar vármegyében, az Érmelléken: 150 református lakossal, több csinos urilakkal. E
pusztának határa 3000 holdnyi terjedésü s mindennel megáldott. Van híres bort termő és roppant szőlőhegye, gazdag fekete szántóföldjei; az Ér mentiben kövér kaszáló és nádas rétjei; s a szőlőhegy háta megett erdeje. Birják Szilágyi Gábor, Vincze Miklós, Jármy László, özv. Nagy Lajosné, Lévay, Dömsödy, Laky, Ercsey, Szeremley, Derecskey, Olasz. Vecsey, Patai, Ibrányi,
Sebes, Bay, Kiss Péter-féle örökösök.
1910-ben 576 magyar lakosa volt. Ebből 44 római katolikus, 76 görögkatolikus, 429 református volt.
A trianoni békeszerződés előtt Bihar vármegye Székelyhidi járásához tartozott.

## Hivatkozások

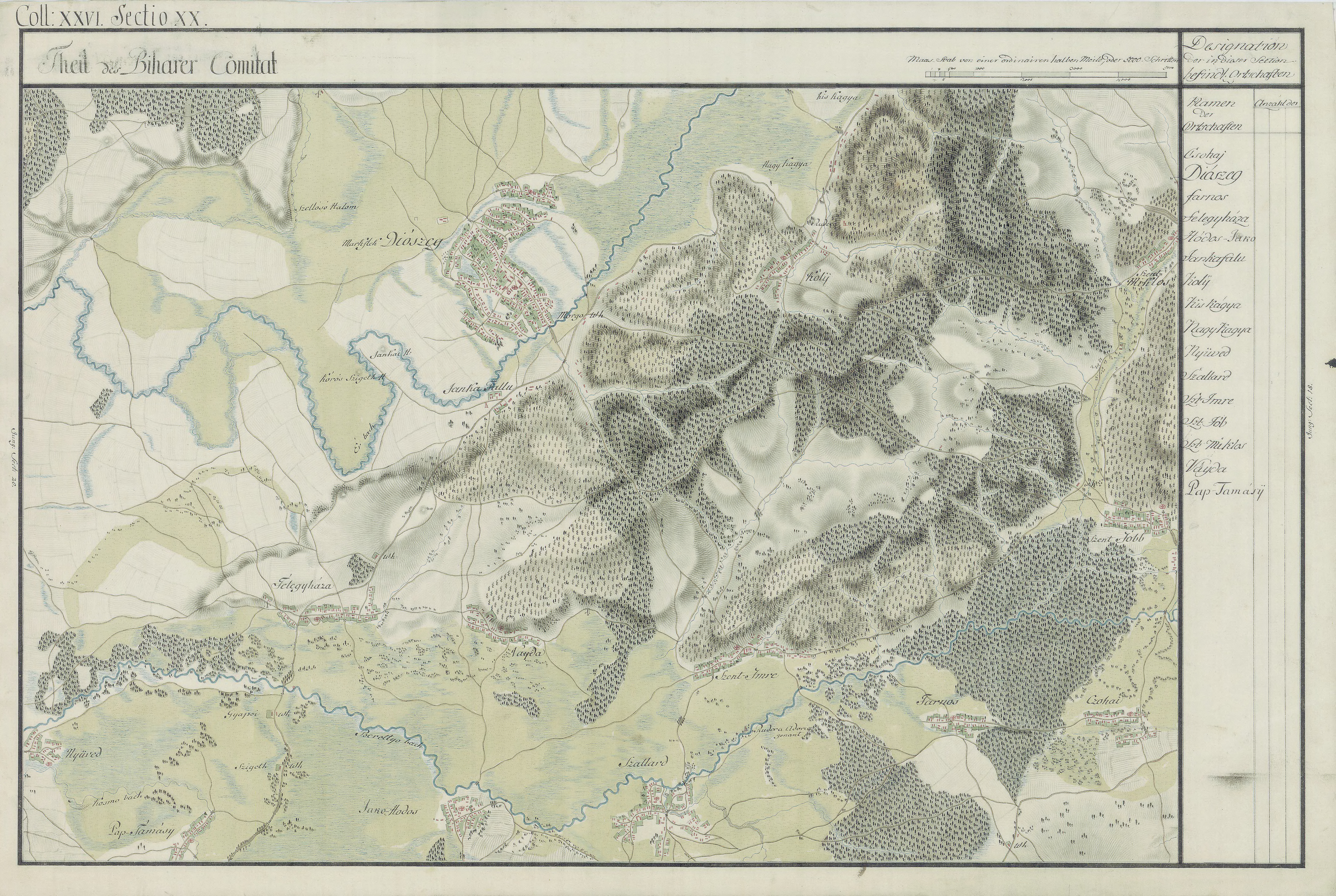
Jankafalva egy régi térképen